# 佩尔图瓦地区瑞维尼
佩尔图瓦地区瑞维尼（法語：Juvigny-en-Perthois，法語發音：[ʒyviɲi ɑ̃ pɛʁtwa]）是法国默兹省的一个市镇，位于该省西南部，属于巴勒迪克区。该市镇总面积6.36平方公里，2009年时的人口为136人。

## 人口
佩尔图瓦地区瑞维尼人口变化图示